# خوزتو رویز
خوزتو رویز (انگلیسی: Justo Ruiz؛ زادهٔ ۳۱ اوت ۱۹۶۹) بازیکن فوتبال اهل اسپانیا است.
از فیلم‌ها یا برنامه‌های تلویزیونی که وی در آن نقش داشته‌است می‌توان به میل مبهم هوس اشاره کرد.
از باشگاه‌هایی که در آن بازی کرده‌است می‌توان به باشگاه فوتبال اتلتیک بیلبائو، باشگاه خیمناستیک تاراگونا، باشگاه فوتبال ایبار، باشگاه فوتبال اونیائو، و باشگاه فوتبال اتلتیک بیلبائو بی اشاره کرد.
وی همچنین در تیم‌های ملی فوتبال زیر ۱۷ سال اسپانیا، زیر ۱۸ سال اسپانیا، زیر ۱۹ سال اسپانیا، زیر ۲۰ سال اسپانیا، زیر ۲۱ سال اسپانیا، زیر ۲۳ سال اسپانیا، و آندورا بازی کرده‌است.